# Моримоша
Моримо́ша — клуб самодеятельной песни, один из старейших в Челябинске. Клуб создан 14 марта 1977 как «объединение любителей самодеятельной песни Челябинского тракторного завода».

## История
У истоков «Моримоши» стояли организаторы областного КСП: Лариса Коробицына, Михаил Вейцкин, Юрий Трахтенберг, Геннадий Васильев.

### Президенты
В разное время президентами «Моримоши» были:
- Феликс Портной (1977),
- Маргарита Непомнящая (1978—1986),
- Мария Лукина (1987—1989),
- Татьяна Горькавая (1990—1991)
- и другие[кто?];
- с октября 1988 — Константин Просеков[2].

## Достижения
Участники клуба посетили более 400 фестивалей авторской песни России и СССР, в том числе такие известные, как Грушинский, Ильменский, «Петербургский аккорд», где выступали в качестве конкурсантов, становились лауреатами[кто?]. Члены клуба принимают активное участие в организации различных фестивалей[каких?] в Челябинске и области.
В активе «Моримоши» более тысячи концертов на самых разных концертных площадках страны и за её пределами — в Германии, Польше, Италии. В клубе начинали свой творческий путь или в разные годы занимались в нём известные ныне барды Олег Митяев, Пётр Старцев, Яна Симон, Юрий Гарин, Андрей Крамаренко, Борис Цыпышев, а также поэт протоиерей Алексий Зайцев.